# Kwon Hyi-ro
Kwon Hyi-ro (권희로), aussi connu sous son nom japonais Kin Kirō, (20 novembre 1928-26 mars 2010) est un délinquant multirécidiviste issu de la communauté des Coréens vivant au Japon qui devint un héros national en Corée du Sud pour avoir défendu la cause des Coréens du Japon alors qu'il prenait en otage 18 citoyens japonais en 1968 lors de l'« incident Kin Kirō. »

## Biographie

### Jeunesse
Son père, Kwon Myung-sool, est tué dans un accident en 1931 alors qu'il travaille sur un chantier de construction. Sa mère se remarie en 1933. À l'époque, sa famille adopte le nom de Kim. En raison de la pauvreté de son milieu familial, il abandonne sa scolarité à l'école primaire où il subissait des attaques xénophobes répétées de ses camarades de classe. Durant la Seconde Guerre mondiale, il est attrapé pour vol et envoyé en maison de correction en 1943. Par la suite, il s'engage dans une série de délits allant du vol, à l'escroquerie et au cambriolage, faisant des allers et retours en prison.

### L'« incident Kin Kirō »
Le 20 février 1968, à 39 ans, Kwon Hyi-ro abat un chef de gang et un de ses hommes à Shimizu. Recherché par la police, il fait irruption dans un hôtel armé de dynamite et d'un fusil et prend en otage 18 personnes qui sont des clients de l'établissement ou des membres de la famille du propriétaire. Il contacte ensuite la police pour signaler où il se cache. Le lendemain, il libère cinq otages mais menace d'utiliser sa dynamite pour se faire sauter si la police s'approche. Il accuse le Japon d'avoir « créé et maintenu deux Corées ». Il demande les excuses publiques de deux policiers pour leurs remarques discriminatoires dans le passé et la divulgation complète des antécédents criminels des deux hommes qu'il a tué. La chaîne NHK diffuse les excuses des policiers à la télévision nationale. Kwon est arrêté le 24 février, quatre jours après le début de l'incident,. Dix des otages libérés au moment où il est saisi par des policiers se présentent comme des journalistes.  Kwon est par la suite jugé pour meurtre, prise d'otage, et violation des règles de contrôle des explosifs. Le tribunal de district de Shizuoka le condamne à la prison à perpétuité le 17 juin 1973 et la condamnation est confirmée par la Cour suprême du Japon en 1975.
L'année suivante, l'histoire Manazashi no kabe (« Le mur du regard ») de Kakuei Kin décrit le sort des Zainichis (Japonais d'origine coréenne), présente les actions de Kwon comme de la « résistance justifiable » et son cas comme « un problème ethnique créé par les crimes contre la Corée par l'État et la société du Japon ».  L'incident de 1968 et ses efforts au nom de la communauté coréenne du Japon « font de lui un héros national en Corée du Sud ». Le film sud-coréen La Guerre de Kim de 1992 le représente en héros.

### Libération
Kwon est libéré le 7 septembre 1999 à 70 ans à la condition qu'il quitte le Japon et ne revienne plus jamais. Il part ainsi s'installer en Corée du Sud où il reprend son nom de naissance « Kwon Hyi-ro ». Il est considéré dans ce pays comme le « héros qui résista à la discrimination » et reçoit un appartement de luxe et une rente. Le 3 septembre 2000, il s'introduit cependant dans l'appartement de sa maîtresse à Busan, agresse son mari, et met le feu. Il est arrêté pour tentative de meurtre et incendie criminel et, après avoir été diagnostiqué comme ayant un désordre de la personnalité, est placé dans un sanatorium. En raison de cela, une comédie musicale sur sa vie qui avait déjà programmé une tournée internationale est brusquement annulée, juste avant sa première. Il est libéré en 2003,.
Le 26 mars 2010, il meurt d'un cancer de la prostate dans un hôpital de Busan à 81 ans,. Il est inhumé au Japon.